# سيدي خليفة (ولاية ميلة)
سيدي خليفة مدينة وبلدية تابعة لدائرة ميلة بولاية ميلة الجزائرية.